# Homiletik
Homiletik (af gr. όμιλητική τέχνη, "kunsten at samordne") er den del af den praktiske teologi, som handler om kunsten at prædike; den meddeler i videnskabelig systematisk form de anvisninger og regler, som må følges, for at en prædiken kan blive så fuldkommen som muligt, men i øvrigt er det stof, som behandles deri, ret forskelligartet.
En fremstilling af homiletikken må således indeholde en redegørelse for en prædikens forhold til
den bibelske tekst, drøfte, hvorvidt en sådan er nødvendig eller ønskelig, og i bekræftende fald om man da bør foretrække faste perikoperækker eller frit valgte tekststykker; den moderne kritiske bibelforskning foranlediger spørgsmålet om, i hvilket omfang historisk-teologiske oplysninger hører hjemme på prædikestolen, og en nærmere bestemmelse af forskellen mellem opbyggelig og historisk udlægning.
Endvidere behandler homiletikken de krav, som kirkeårets forskellige søn- og helligdage stiller til forkyndelsen, forholdet mellem det dogmatiske og det etiske element deri, mellem læreprædiken, opbyggelsesprædiken og vækkelsesprædiken etc. En betydelig plads indtager også afsnittet om
forkyndelsens rent formale side, altså spørgsmål om den bedste leddeling (disposition) af
stoffet, bestemmelse af tema og udformning af indledning og slutning, hvortil i reglen
kommer et kapitel om betydning af de oratoriske virkemidler, som foredragets vellyd og æstetiske udtryksform, anvendelse af billeder i talen, patos, gestus etc. Endelig finder man i de fleste homiletikker en redegørelse for de rent personlige
forudsætninger, som må være til stede hos prædikanten, og de nuanceringer i forkyndelsen,
som tilhørerkredsens forskellige beskaffenhed kan medføre.
Allerede hos kirkefædrene foreligger enkelte homiletiske anvisninger rundt
omkring i deres skrifter, især i 4. bog af Augustins De doctrina christiana, og i løbet af middelalderen florerede adskillige prædikemanualer, artes praedicandi, (særligt fra det 12. årh.); men først i 16. og 17. århundrede udformedes disse til en egentlig videnskab; størst betydning i denne henseende fik Marburger-teologen Andreas Gerhard Hyperius’ ''De formandis concionibus sacris (1553), og i senere tid har navnlig Schleiermachers tanker øvet stor indflydelse (Kurze Darstellung des theologischen Studiums, 1811).